# مارک هایس
مارک هایس (انگلیسی: Mark Hayes؛ زادهٔ ۱۲ ژوئیهٔ ۱۹۴۹ - درگذشته ۱۷ ژوئیهٔ ۲۰۱۸) یک گلف‌باز اهل ایالات متحده آمریکا است.